# Marcelino Mansilla
El Marcelino Mansilla, que era secretario general de la filial Mar del Plata del sindicato Unión Obrera de la Construcción fue asesinado en esa ciudad el 27 de agosto de 1973 por miembros del destacamento Belloni - Frondizi de la organización Fuerzas Armadas Peronistas, en lo que constituyó uno de los hechos de violencia realizados en esa ciudad en el marco de la puja por el poder en el país mantenida en la década de 1970 entre fracciones del peronismo.

## Personalidad del asesinado
En 1961 la Comisión Directiva Central del sindicato Unión Obrera de la Construcción (UOCRA) intervino su filial de Mar del Plata y el secretario adjunto Rogelio Coria hace poner a Nicanor García como interventor. La presión de los afiliados –mayormente del Partido Comunista que con el derrocamiento de Juan Domingo Perón en 1955 se habían hecho fuertes en el gremio, Coria convoca a una asamblea e impone con métodos típicos de la burocracia sindical sus candidatos pertenecientes a la lista marrón que estaba encabezada por Gomicindo Mansilla, un albañil pobre, de pocas palabras, que no era peronista, acompañado por gremialistas que habían participado de la llamada Resistencia peronista. La gestión de Mansilla estuvo acompañada de versiones sobre su rápido enriquecimiento. Una de ellas lo vincula a una vieja caja fuerte cuya llave se había perdido que al ser abierta tiempo después tenía en su interior cincuenta mil pesos que no figuraban en la contabilidad del sindicato, motivo por el cual la comisión directiva decidió donarlos a las 62 Organizaciones. Por otra parte, cambió su ropa pobre y se lo veía  elegantemente vestido frecuentando hasta su muerte lugares de vida nocturna donde abonaba abultadas facturas y al fallecer se le atribuía la propiedad de inmuebles valuados en ese momento en aproximadamente 300 millones de pesos además de la boite-prostíbulo “Yagan” en la calle 12 de Octubre y Edison, boutiques, gomerías, un club nocturno en Villa Gesell, una plantación de gladiolos en Batán, el restaurante Ruta 88 y otros negocios a nombre de terceros.
Durante el gobierno de Juan Carlos Onganía Mansilla era uno de los integrantes locales junto con Romero del Sindicato de la Carne y Blanco, del Sindicato de Obreros Vitivinícolas de la llamada corriente participacionista de la Confederación General del Trabajo que encabezaba Rogelio Coria en el orden nacional y al tiempo de fallecer era secretario general de la CGT local. Según la publicación El Descamisado, perteneciente a la organización Montoneros, cuando a fines de 1972 los obreros que trabajaban en la construcción del Hotel de Turismo de Luz y Fuerza de 22 pisos a cargo de la empresa constructora CITRA reclamaron por las condiciones de trabajo, la misma los despidió sin que Mansilla, en connivencia con su empleadora, los defendiera. La misma publicación afirmó que había encabezado los matones armados que ocuparon las unidades sanitarias y la VIII Zona Sanitaria para desalojar la dirección que estaba realizando profundas reformas en ese centro de salud pública.

## Su asesinato
El 27 de septiembre de 1973 a las 8.15 horas, cuando sacaba su automóvil Ford Fairlaine modelo 72 del garaje de su chalet de San Lorenzo 1739 del barrio de “Los Troncos”, le cerró el paso otro vehículo y fue asesinado a balazos. Dos días después los restos fueron depositados en el cementerio privado “La Loma”.  
Según el historiador Juan Ladeuix: "Esta acción puso a las FAP en una tensión irreconciliable a nivel nacional. El sector “movimientista” decidió lanzar las FAP - 17 de Octubre. En el plano local el asesinato de Mansilla dejó para las FAP un saldo negativo. El mismo sería condenado por un amplio espectro político que se expresó en un Paro decretado por la CGT local . Por otro lado, si bien el bloque municipal del FreJuLi no asumió un posicionamiento de repudio, las autoridades municipales condenaron el atentado. En resumidas cuentas, el caso Mansilla reportó para las FAP marplatense un fuerte cuestionamiento político. De hecho, y a raíz del crecimiento montonero, algunas de las agrupaciones sindicales que tenían un alto grado de pertenencia al MBP pasaron a formar parte, desde su constitución en la ciudad el 14 de Septiembre, de la Juventud Trabajadora Peronista (JTP). Sin embargo, aunque la acción no fue desarrollada por Montoneros, en las páginas de El Descamisado se justificó ampliamente el asesinato de Mansilla"
En un comunicado la organización Fuerzas Armadas Peronistas se atribuyó el hecho que dijo haber realizado por medio del destacamento "BELLONI-FRONDIZI"; después de criticar su inacción en el campo sindical enumeró los bienes que le atribuía, afirmaba que Mansilla tenía vínculos con el general Jorge Manuel Osinde a través del Servicio de Informaciones Navales así como con la organización Concentración Nacional Universitaria y que “Todas estas relaciones, la lleva adelante con su cerebro gris, el abogado CENTENO del equipo desarrollista”. 
La CGT de Mar del Plata llamó a un paro de repudio al asesinato y en un comunicado advirtió seriamente a los "cipayos del imperialismo infiltrados en el Partido Justicialista" y aparecieron pintadas amenazantes contra integrantes de uno y otro bando.